# Jonathan Groff
Jonathan Drew Groff (Lancaster, 26 de março de 1985) é um ator, cantor e compositor norte-americano, vencedor do Tony Awards de Melhor Ator em Musical por Merrily We Roll Along.
Groff ganhou proeminência na carreira em 2006, por sua atuação no papel principal de Melchior Gabor na produção original da Broadway, Spring Awakening, pelo qual foi nomeado para o Tony Awards de Melhor Ator em Musical. Ele retornou à Broadway em 2015, para desempenhar o papel de Jorge III do Reino Unido no musical Hamilton, por sua performance foi novamente Indicado ao Tony Awards de Melhor Ator de Destaque em um Musical. Ele também apareceu na gravação do elenco, que ganhou o Grammy Awards de Melhor Álbum de Teatro Musical.
Groff também é conhecido por várias aparições na televisão, como na série de drama político Boss (2012), na comédia dramática da HBO Looking (2014–15). Ele recebeu elogios da crítica por seu personagem recorrente Jesse St. James na série de comédia-musical da FOX, Glee. Atualmente Groff protagoniza a série de crime original Netflix Mindhunter (2017), criado por Joe Penhall e produzido por David Fincher e Charlize Theron. Para além disso, é também conhecido por dar voz às personagens Sven e Kristoff na franquia de filmes da Disney Frozen.

## Biografia
Groff nasceu em Lancaster, Pensilvânia, sua mãe Julie (nascida Witmer), professora de educação física, e seu pai – Jim Groff, um treinador de cavalos de aranha. Ele tem um irmão mais velho, David. Groff é primo de James Wolpert, um semifinalista na quinta temporada de The Voice. Groff foi criado em Ronks, Pensilvânia.
A família de seu pai é menonita; sobre sua educação, ele disse: "O lado da minha mãe da família é metodista, que é como eu fui criado. Era conservador na medida em que tinha valores fortes - sentando e comendo a família todos os dias, ouvindo autoridade e indo para a igreja todas as semanas e ter uma participação perfeita na escola dominical. Mas, ao mesmo tempo, meus pais sempre incentivaram meu irmão e eu a ser feliz com o que estávamos fazendo. Meus pais eram atletas no ensino médio, minha mãe e meu pai eram os estrelas da equipe de basquete, mas nunca empurraram meu irmão e eu a ser qualquer coisa que não queríamos ser."
Groff se formou na Conestoga Valley High School em 2003 e teve a intenção de comparecer na Universidade Carnegie Mellon, mas adiou sua admissão por um ano, quando ele foi escolhido como Rolf em uma turnê nacional não-patrimonial de The Sound of Music. Após o passeio, Groff decidiu mudar-se para a cidade de Nova York.

## Carreira
Em 2009, estreou em Taking Woodstock interpretando o jovem empresário Michael Lang, organizador do lendário Festival de Woodstock. No retorno da série de comédia-musical de maior sucesso atualmente, Glee, Jonathan conseguiu o papel de Jesse St. James, que o diretor Ryan Murphy tinha escrito especialmente para ele. Jesse é o líder do Vocal Adrenaline, rival do New Direction.
Também é conhecido por atuar no papel de Melchior Gabor, na produção da Broadway Spring Awakening. Desempenhou o papel de 10 de dezembro de 2006 a 15 de maio de 2008. Desempenhou o mesmo papel na produção da Off-Broadway em 2006. Fez o musical In My Life em 2005. Foi nomeado para o Drama Desk Award por seu papel em "Spring Awakening". Também foi indicado para o Tony Awards 2007 como "Melhor Ator".
Atuou como o Rei George III na produção da Broadway do musical de sucesso Hamilton, sendo indicado para o Tony Awards como Melhor Ator Coadjuvante.
Atuou como Robert Redford em The Conspirator e como Jeff Lipsky, em Twelve Thirty.

## Cinema

### Filmes
| Ano  | Título                     | Papel               | Diretor(es)                 | Notas                | Ref(s)        |
| ---- | -------------------------- | ------------------- | --------------------------- | -------------------- | ------------- |
| 2009 | Taking Woodstock           | Michael Lang        | Ang Lee                     |                      | [ 16 ] [ 17 ] |
| 2010 | Twelve Thirty              | Jeff                | Jeff Lipsky                 |                      | [ 18 ] [ 19 ] |
| 2010 | The Conspirator            | Louis J. Weichmann  | Robert Redford              |                      |               |
| 2013 | C.O.G.                     | Samuel              | Kyle Patrick Alvarez        |                      |               |
| 2013 | Frozen                     | Kristoff            | Chris Buck Jennifer Lee     | Voz                  |               |
| 2014 | Russian Broadway Shut Down | Nikolai the Athlete |                             | Curta-metragem       |               |
| 2014 | Sophie                     | Ben                 |                             | Curta-metragem       |               |
| 2014 | American Sniper            | Young Vet Mads      | Clint Eastwood              |                      |               |
| 2015 | Frozen Fever               | Kristoff            | Chris Buck Jennifer Lee     | Curta-metragem Voz   |               |
| 2017 | Olaf's Frozen Adventure    | Kristoff            | Kevin Deters Stevie Wermers | Curta-metragem Voz   |               |
| 2019 | Frozen 2                   | Kristoff            | Chris Buck Jennifer Lee     | Voz                  |               |
| 2020 | Hamilton                   | King George III     | Thomas Kail                 | Gravação da Broadway |               |
| 2021 | Matrix: Ressurrections     | Smith               | Lana Wachowski              |                      |               |

## Televisão
| Ano         | Título           | Papel             | Nota                           |
| ----------- | ---------------- | ----------------- | ------------------------------ |
| 2007        | One Life to Live | Henry Mackler     | Papel recorrente, 11 episódios |
| 2008        | Pretty/Handsome  | Patrick Fitzpayne | Piloto                         |
| 2009 - 2015 | Glee             | Jesse St. James   | Papel recorrente, 12 episódios |
| 2012        | The Good Wife    | Jimmy Fellner     | Episode: "Live from Damascus"  |
| 2012        | Boss             | Ian Todd          | Regular, 10 episódios          |
| 2014        | The Normal Heart | Craig Donner      | Filme para a TV                |
| 2014        | Looking          | Patrick           | Protagonista                   |
| 2017–2019   | Mindhunter       | Holden Ford       | Protagonista                   |
| 2024        | Doctor Who       | Ladino (Rogue)    | Episódio: "Rogue"              |